# Pequenos Incêndios por Toda Parte
Little Fires Everywhere (no Brasil Pequenos Incêndios por Toda Parte, em Portugal Pequenos Fogos em Todo o Lado) é um romance de 2017 da autora americana Celeste Ng . É seu segundo romance e é ambientado em Shaker Heights, Ohio, onde Ng cresceu. O romance é sobre duas famílias que vivem nos anos 90 em Shaker Heights e que são reunidas através de seus filhos. Para a autora, escrever sobre sua cidade natal é como "(...) escrever sobre um parente. Você vê todas as grandes coisas sobre eles, ama-os profundamente e, no entanto, também conhece todas as suas peculiaridades e fraquezas." 
Em abril de 2020, Little Fires Everywhere ficou por três semanas em primeiro lugar na lista de best-sellers de ficção do The New York Times, simultaneamente ao lançamento de uma adaptação para a televisão do livro. 

## Enredo
Em 1998, a casa dos Richardson pega fogo. Suspeita-se de incêndio criminoso, pois acontecem vários pequenos incêndios. 
No ano anterior, em 1997, Elena Richardson aluga sua casa de aluguel para Mia Warren, uma artista, e sua filha adolescente, Pearl. O filho mais novo de Elena, Moody, que tem a idade de Pearl, apaixona-se por Pearl e torna-se amigo dela. Pearl conhece seus irmãos Lexie, Trip e Izzy. Pearl, que está acostumada a um estilo de vida nômade, no qual sua mãe sofre para juntar dinheiro, fica encantada com os Richardsons e sua casa. Lá, onde ela passa o tempo todos os dias, acaba desenvolvendo uma queda por Trip e cria uma idolatra por Lexie. 
Mia trabalha meio período em um restaurante chinês e vende fotografias através de um revendedor em Nova York. Ela fica preocupada com a idealização que Pearl tem dos Richardsons. Quando Elena lhe oferece um  emprego como empregada da casa, Mia concorda apenas apenas para ficar de olho em Pearl. Ela conhece Izzy, a ovelha negra da família, e as duas se tornam próximas. 
Os Richardsons são convidados para a festa de aniversário de Mirabelle McCullough, a filha adotiva da amiga de Elena. Mia percebe que a criança é May Ling Chow, filha de Bebe Chow, colega de trabalho de Mia no restaurante, que abandonou seu filho no meio do pós-parto e devido às dificuldades econômicas. Bebe procura seu filho há mais de um ano. Mia informa Bebe, embora os McCulloughs se recusem a deixá-la ver Mirabelle. Bebe fica abatida, pois não tem dinheiro para advogados. Mia aconselha que ela envolva a imprensa local. O escândalo possibilita que Bebe obtenha direitos de visita e ajuda de um advogado de graça. 
Elena descobre que foi Mia quem contou à Bebe sobre sua filha. Irritada e tomando partido da amiga, ela investiga o passado de Mia. Ela rastreia os pais de Mia e descobre que Pearl foi concebida para um casal rico de Nova York que não conseguia ter seus próprios filhos. Mia não suportou a ideia de desistir de sua filha. Descobre-se que ela disse ao casal que abortou e fugiu com Pearl; desde então, os pais de Mia não têm notícias sobre ela. 
Lexie engravida e pede a Pearl que a acompanhe para fazer um aborto. Com medo de ser descoberta, Lexie usa o nome de Pearl na clínica. Pearl e Trip começam a transar, algo que mantêm em segredo para todos. Quando Moody descobre o que está acontecendo, ele e Pearl param de se falar. Elena investiga uma suspeita de que Bebe tenha feito um aborto e, para seu choque, descobre que Pearl está na lista das que realizaram um. Ela então enfrenta Moody sobre ser o pai, mas ele diz que ela está acusando o filho errado. 
Bebe Chow perde o caso e Mia a conforta. Elena diz a Mia que sabe sobre Pearl e que ela deve se mudar. Pearl reluta em ir embora, mas Mia explica sobre seu pai biológico e ela enfim aceita. Izzy percebe que Moody, Lexie e Trip usaram Pearl e ficam com raiva deles. Escolhendo um momento em que estão todos fora de casa, ela acende pequenos fogos nas camas de todos, sem perceber que sua mãe ainda está em casa. Elena consegue escapar ilesa do fogo. Após o incêndio, os Richardsons vão para a casa alugada, agora desocupada pelos Warrens, onde descobrem que Mia os deixou com fotografias que têm significado pessoal para cada um deles. 
Bebe Chow, usando as palavras de Mia como inspiração, entra furtivamente na casa dos McCullough e sequestra sua filha, correndo com ela para Canton. Os McCulloughs gastam, sem sucesso, milhares de dólares procurando por eles. Eventualmente, eles são aprovados para adotar um bebê da China . Mia e Pearl pegam a estrada, planejando se reconectar com a família de Mia e o pai de Pearl. Izzy foge para Pittsburgh com o nome dos pais de Mia, prometendo a si mesma que, se for pega e mandada de volta, continuará fugindo até que nunca seja forçada a voltar novamente. Elena percebe que seu maior medo, perder Izzy, se tornou realidade e promete passar o resto de sua vida procurando por sua filha. 

## Personagens principais
A família Richardson
- Elena Richardson - residente da terceira geração de Shaker Heights; ela escreve para o jornal local
- Bill Richardson - Um advogado de destaque
- Lexie Richardson - A filha mais velha dos Richardson; está no último ano do ensino médio
- Trip Richardson - O filho do meio dos Richardson; um atleta
- Moody Richardson - Uma pessoa bem-intencionada e gentil; ele é quem apresenta Pearl à sua família e se apaixona por ela
- Izzy Richardson - A ovelha negra da família; ela rejeita o estilo de vida da classe média alta dos Richardsons

Os Warrens
- Mia Warren - Fotógrafa; ela é especialista em estampas únicas. Ela viveu um estilo de vida nômade durante toda a vida de Pearl e se recusa a dizer quem é seu pai.
- Pearl Warren - filha de Mia; ela tem a mesma idade que Moody Richardson

Bebe Chow
- Colega de trabalho de Mia; ela abandou seu bebê, agora com os McCulloughs, e o quer de volta

A família McCullough
- Linda McCullough - Uma amiga de infância de Elena
- Mirabelle McCullough / May Ling Chow - Sua filha adotiva

## Recepção
Ao escrever para o The Guardian, Lionel Shriver achou o livro "extremamente bem-feito e, no entanto, [ela] não se interessou por ele". 
O livro foi votado como vencedor do Goodreads Choice Awards de ficção em 2017.  Também foi o melhor romance da Amazon em 2017.  

## Adaptação televisiva
Uma adaptação em formato de minissérie televisiva foi produzida por Reese Witherspoon e Kerry Washington para o Hulu.  Witherspoon e Washington também fazem parte do elenco. A autora, Celeste Ng, é uma das produtoras. 